# José Donoso
José Manuel Donoso Yáñez (Santiago, 5 de octubre de 1924-Santiago, 7 de diciembre de 1996), más conocido como José Donoso, fue un escritor, periodista y profesor chileno.
Como escritor, formó parte del llamado «boom latinoamericano» de las décadas de 1960 y de 1970, y recibió varios galardones, entre ellos el Premio Nacional de Literatura en 1990.

## Biografía

### Familia
Nacido en una familia acomodada, fue el mayor de los tres hijos del médico José Donoso Donoso y Alicia Yáñez Portaluppi, sobrina del periodista Eliodoro Yáñez, fundador del diario La Nación. Sus hermanos fueron Gonzalo y Pablo Donoso Yáñez.
En 1961 se casó con la pintora María Ester Serrano Mendieta, más conocida como Pilar Serrano (o como María Pilar Donoso), hija del ingeniero chileno Juan Enrique Serrano Pellé y la boliviana Graciela Mendieta, a quien había conocido el año anterior en Buenos Aires. Tras su matrimonio adoptaron una niña en Madrid, Pilar Donoso.

### Estudios y trabajo
Estudió en The Grange School, donde fue compañero de Luis Alberto Heiremans y del mexicano Carlos Fuentes, y en el Liceo José Victorino Lastarria.
Durante su juventud trabajó como oficinista, mucho antes de desarrollar su actividad literaria y docente. En 1945 viajó a la zona austral de Chile, donde trabajó en haciendas ovejeras de Magallanes.
En 1947 ingresó a estudiar pedagogía en inglés en el Instituto Pedagógico de la Universidad de Chile. En 1949, gracias a una beca de la Doherty Foundation, se trasladó a cursar filología inglesa en la Universidad de Princeton, donde tuvo como profesores a Richard Palmer Blackmur, Lawrance Roger Thompson y John Orley Allan Tate. En 1951 se graduó como BA en inglés tras completar su tesis The Elegance of Mind of Jane Austen. An Interpretation of Her Novels Through the Attitudes of Heroines.

### Primeras publicaciones
Entre 1950 y 1951 MSS, la revista de Princeton, publicó sus dos primeros cuentos en lengua inglesa: «The blue woman» y «The poisoned pastries». Viajó a México y a Centroamérica en 1951; luego regresó a Chile y en 1954 comenzó a enseñar inglés en el Pedagógico de la Universidad Católica y en el Kent School.
Su primer libro, Veraneo y otros cuentos (1955), ganó el Premio Municipal de Literatura de Santiago en 1956. Mientras vivía con una familia de pescadores en Isla Negra, publicó su primera novela, Coronación (1957), en la que describió la clase alta santiaguina y su decadencia; en 1965 se publicó por primera vez en los Estados Unidos por Alfred A. Knopf y en Inglaterra por The Bodley Head.

### Viajes al extranjero
En 1958 viajó a Buenos Aires, y volvió a Chile en 1960. Ese mismo año comenzó a escribir para la revista Ercilla mientras se hallaba viajando por Europa, desde donde enviaba reportajes. Luego continuó como redactor y crítico literario de esa publicación hasta 1965. Posteriormente, colaboró también con la mexicana Siempre.
Viajó a México en diciembre de 1964 invitado al Tercer Simposio de la Fundación Interamericana para las Artes. Permaneció un tiempo en ese país, al principio en la casa de Carlos Fuentes, para seguir después viaje a Estados Unidos, donde residió un tiempo. Publicó El lugar sin límites (1966), novela corta considerada una de sus mejores obras y que fue llevada al cine en 1978 por el mexicano Arturo Ripstein. En 1967 se trasladó a España, donde permaneció hasta mediados de 1980.
El obsceno pájaro de la noche (1970) es considerada su mejor novela y la más compleja y ambiciosa. Trabajó en ella durante ocho años, interrumpiendo su escritura varias veces, hasta que, según declaró el propio Donoso, un episodio de esquizofrenia provocado por una alergia a la morfina durante su internamiento por unas úlceras le permitió terminarla. El crítico literario Harold Bloom la considera una de las obras esenciales del canon de la literatura occidental del siglo XX. Publicó el ensayo Historia personal del boom (1972) y Tres novelitas burguesas (1973).
Aunque había abandonado su país antes de 1973, después del golpe de Estado de ese año se consideró exiliado en España. Entre 1971 y 1975 Donoso y su familia vivieron en la localidad de Calaceite (España). Su hija Pilar describe así su casa aragonesa en su libro Correr un tupido velo (2010):

Era una casa bella, toda de piedra, con un living grande que tenía como originalidad dos chimeneas y el cielo de bovedilla catalana; troncos a la vista, cada medio metro, entre tronco y tronco, una pequeña bóveda de yeso y las paredes de piedra descubierta. En el tercer piso estaba la «solana», granero típico de las casas de la región, con una vista incomparable hacia la sierra de los campos de olivos.

Con Casa de campo (1978) —novela que se ha leído como una crítica en clave de metáfora a la dictadura chilena— obtuvo el Premio de la Crítica en 1979. Su novela erótica La misteriosa desaparición de la marquesita de Loria (1979) demostró, para algunos incondicionales, que dominaba todos los registros literarios con igual maestría.

### Regreso a Chile
A mediados de 1980 regresó a Chile, donde creó un taller literario en el que participaron, en un primer periodo, escritores como Roberto Brodsky (El arte de callar, Bosque quemado), Marco Antonio de la Parra, Carlos Franz (El lugar donde estuvo el paraíso, El desierto, Almuerzo de vampiros), Carlos Iturra (Paisaje masculino), Eduardo Llanos, Marcelo Maturana, Sonia Montecino Aguirre (La revuelta), Darío Oses (Machos tristes), Roberto Rivera y, muy fugazmente, Jaime Collyer (Gente al acecho, Cien pájaros volando), Gonzalo Contreras (La ciudad anterior, El nadador, El gran mal) y Jorge Marchant Lazcano. En ciclos posteriores, asistieron Arturo Fontaine Talavera, Alberto Fuguet, Alejandra Basualto y Ágata Gligo, entre otros.
El 25 de diciembre de 1980 ingresó a la Academia Chilena de la Lengua. La novela El jardín de al lado (1981) lo confirmó como uno de los autores más brillantes de la literatura chilena de la segunda mitad del siglo XX.
El 31 de enero de 1985 la policía chilena lo detuvo en Castro, junto con otros intelectuales, por participar en una «reunión política no autorizada» en el estado de sitio vigente. «Ellos podrán decir que era un acto cultural, pero se les incautaron cientos de panfletos contra el Gobierno», señaló el comandante Mario Valenzuela, gobernador suplente de la zona, según informó El País al día siguiente. El grupo había participado en una manifestación de la Comité de Defensa de los Derechos del Pueblo, que protestaba contra la exoneración de varios profesores de la zona. Donoso se encontraba en la isla porque había arrendado en enero de ese año una casa con el objetivo de refugiarse y escribir allí su novela La desesperanza, publicada al año siguiente por Seix Barral.

### Últimos años de vida
Recibió el Premio Nacional de Literatura en 1990 y la Orden al Mérito Docente y Cultural Gabriela Mistral en el grado de Gran Oficial en 1994.
Continuó publicando algunos libros, aunque ellos no obtuvieron la misma repercusión de obras anteriores: las novelas breves Taratuta/Naturaleza muerta con cachimba (1990) y Donde van a morir los elefantes (1995), y las memorias Conjeturas sobre la memoria de mi tribu (1996).
El 7 de diciembre de 1996 murió en su casa de la capital chilena, a consecuencia del cáncer hepático que padecía. En su lecho de muerte, según se dice, pidió que le leyeran el poema Altazor, de Vicente Huidobro. Sus restos fueron inhumados en el cementerio de Zapallar.
Póstumamente aparecieron El Mocho (1997) y Lagartija sin cola (2007) —esta última inconclusa y originalmente llamada La cola de la lagartija, pero cuyo título fue modificado por la editorial—.

### Revelaciones tras su muerte
Tras la muerte de Donoso y la publicación de su obra epistolar personal a comienzos del siglo XXI, se pudo comprobar su compleja homosexualidad, que históricamente había sido un tema tabú en el medio social y literario chilenos, aunque siempre fue un secreto a voces. Donoso, en sus cartas y en su diario, expresa el dolor de no poder vivir de modo armónico sus relaciones personales.

Una tarde estaba yo en casa de un amigo que siempre sospeché de ser homosexual, sin haberlo confirmado. Llegó entonces el ex marido de una prima mía, un muchacho muy buenmozo, y pude advertir que había algo entre ellos, algo que era amor. Me conmoví hasta los huesos, me dio una envidia, una desesperación, unas ganas de tener exactamente lo que esos dos tenían —y, sin embargo, un deseo vehemente de no ser como ellos... Es esa envidia lo que está en la base de todos mis problemas, gorda. ¿De dónde viene, por qué es, qué significa? ¿Hasta dónde puede llegar a destruir nuestra vida, esa envidia mía por una situación homosexual? [...] La tentación es inmensa, terrible, pero resulta que eso (asumir una vida homosexual) me produciría tanto o más dolor que el no hacerlo. Mi neurosis es debida, ahora, a esa sensación de estar viviendo sobre arena movediza.
Carta de José Donoso a su entonces novia María Ester Serrano, 30 de agosto de 1960.

En 2010 se publicó una suerte de biografía —Correr el tupido velo, Premio Altazor 2011 de ensayo—, obra maestra de su hija adoptiva española, Pilar Donoso (1967-2011). En este libro se muestra el «laboratorio creativo» del escritor, se incluyen muchos extractos de los diarios personales de Donoso y de su mujer, y se revelan la homosexualidad, la paranoia, el egocentrismo y los constantes e incurables problemas económicos del escritor; el alcoholismo y la adicción a los antidepresivos de su esposa; y la tormentosa relación y convivencia auto y alterdestructiva entre los tres.
Su viuda, María Pilar Donoso, murió en Santiago en febrero de 1997. Su hija Pilar, casada con su primo Cristóbal Donoso Larraín, se suicidó con fármacos en la capital chilena el 14 de noviembre de 2011.

## Obras

### Novelas
- Coronación (1957)
- Este domingo (1966)
- El lugar sin límites (1966)
- El obsceno pájaro de la noche (1970)
- Casa de campo (1978)
- La misteriosa desaparición de la marquesita de Loria (1980)
- El jardín de al lado (1981)
- La desesperanza (1986)
- Donde van a morir los elefantes (1995)
- El Mocho (1997)
- Lagartija sin cola (2007)

### Colecciones de novelas breves
- Tres novelitas burguesas (1973)
  - «Chatanooga Choochoo», «Átomo verde número cinco» y «Gaspard de la nuit».

- Cuatro para Delfina (1982)
  - «Sueños de mala muerte», «Los habitantes de una ruina inconclusa», «El tiempo perdido» y «Jolie Madame».

- Taratuta/Naturaleza muerta con cachimba (1990)

### Cuentos
- «The Blue Woman» (revista MSS, Universidad de Princeton, 1950). Una versión en español, «La mujer azul», fue publicada por El Malpensante en 2014.[27]
- «The Poisoned Pastries» (revista MSS, Universidad de Princeton, 1951). Una versión en español, «Los pasteles envenenados», apareció en Dossier 24 en 2014.[28]
- «China» (publicado en 1954 en la Antología del nuevo cuento chileno y posteriormente incluido en Los mejores cuentos de José Donoso/Cuentos)
- Veraneo y otros cuentos (Editorial Universitaria, Santiago, 1955). «Veraneo», «Tocayos», «Fiesta en grande», «El güero», «Dinamarquero», «Dos cartas» y «Una señora».
- Dos cuentos (editorial Guardia Vieja, Santiago, 1956). «Ana María» y «El hombrecito».
- El charleston (Editorial Nascimento, Santiago, 1960). «El hombrecito», «Ana María», «El charlestón», «La puerta cerrada», «Paseo» y «Santelices».

- Los mejores cuentos de José Donoso (Zig Zag, 1966), también publicado como Cuentos (Seix Barral, 1971; Alfaguara, 1998) y Cuentos reunidos (Alfaguara, 2022). Incluye los relatos de Veraneo y otros cuentos y El charleston, además de «China».

### Ensayos
- Historia personal del boom (1972). Diez años más tarde publicó una nueva edición con apéndice del autor, seguido de «El boom doméstico», de María Pilar Donoso. Reeditado en 2021 como Historia personal del boom y otros escritos, junto con ensayos rescatados, por la editorial de la Universidad Diego Portales.
- Jane Austen y la elegancia de la mente (The Elegance of Mind of Jane Austen. An Interpretation of Her Novels Through the Attitudes of Heroines, 2021). Su tesis, escrita en inglés y presentada en 1951 para obtener el grado de licenciado en artes liberales en la Universidad de Princeton. Traducción de Rodrigo Rojas.

### Compilaciones de artículos y otros textos
- Artículos de incierta necesidad (1998)
- El escribidor intruso. Artículos, crónicas y entrevistas (2004)
- Diarios, ensayos, crónicas. La cocina de la escritura (2009)

### Diarios
- Diarios tempranos. Donoso in progress, 1950-1965 (2016)[29]
- Diarios centrales. A Season in Hell, 1966-1980 (2023)[29]

### Epistolarios
- Correspondencia (2024), con Carlos Fuentes[30]

### Poesía
- Poemas de un novelista (1981)

### Otras
- Conjeturas sobre la memoria de mi tribu (1996)
- Una empresa existencial. Extractos de entrevistas a José Donoso (2024)

### Teatro
- Sueños de mala muerte (1985). Pieza basada en la novela breve homónima, incluida en Cuatro para Delfina.
- Este domingo (1990), con Carlos Cerda. Pieza basada la novela homónima.

### Traducción
- La letra escarlata, de Nathaniel Hawthorne, con Pilar Serrano.[31]

## Premios y distinciones
- Premio Municipal de Literatura de Santiago 1956, categoría Cuento, por Veraneo y otros cuentos
- Premio Pedro de Oña 1969 (España)
- Premio de la Crítica de narrativa castellana 1978 por Casa de campo
- Caballero de la Orden de las Artes y las Letras, 1986 (Francia)
- Comendador de la Orden de Alfonso X el Sabio, 1987 (España)
- Premio Nacional de Literatura de Chile 1990
- Premio Mondello 1990 para América Latina por la totalidad de su obra (Italia)
- Intar Golden Palm Award 1991 en reconocimiento a su trabajo en literatura y teatro (Nueva York)
- Premio Municipal de Literatura de Santiago 1991, categoría Teatro, junto con Carlos Cerda por Este domingo, adaptación de la novela homónima
- Orden al Mérito Docente y Cultural Gabriela Mistral con el grado de Gran Oficial, 1994 (Chile)
- Caballero Gran Cruz de la Orden del Mérito Civil, 16/12/1994 (España).[32]

## Adaptaciones de sus obras
- Coronación (1976), película mexicana dirigida por Sergio Olhovich. Primera adaptación de la novela homónima.
- El lugar sin límites (1978), película mexicana dirigida por Arturo Ripstein y basada en la novela homónima.
- Coronación (2000), película chilena dirigida por Silvio Caiozzi. Segunda adaptación de la novela homónima.
- Cachimba (2004), película chilena dirigida por Silvio Caiozzi basada en la novela breve Taratuta/Naturaleza muerta con cachimba.
- Casa de campo (2017), serie chilena de ocho episodios dirigida por Esteban Larraín y basada en la novela homónima.

#### Adaptaciones sin concretar
- Se sabe que durante su estadía en Calaicete, Donoso mantuvo contacto con el reconocido cineasta español Luis Buñuel, quien estuvo interesado en realizar la versión fílmica de El obsceno pájaro de la noche.[33]
- Anthony Quinn compró los derechos de Casa de campo, pero la película jamás se filmó.

## Guiones
- Historia de un Roble solo (también citada como Historia de un Roble viejo, 1982), guion de la película en video Historia de un roble solo, dirigida por Silvio Caiozzi y basado en su cuento «Los Robles de la Plaza».[34]
- La luna en el espejo (1990), escrita en colaboración con el director Silvio Caiozzi.[35]